# Jennifer Dunn

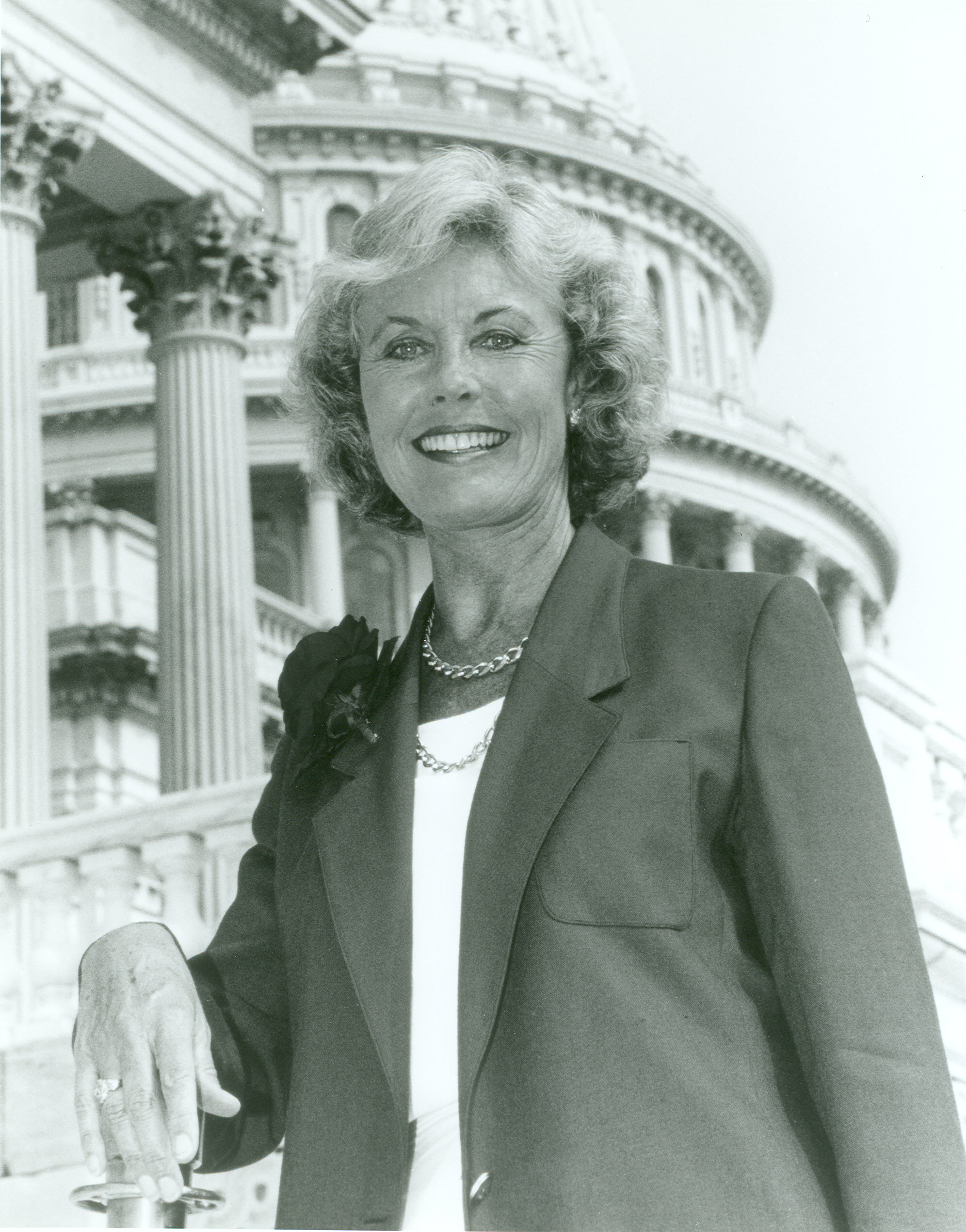
Jennifer Dunn

Jennifer Blackburn Dunn (* 29. Juli 1941 in Seattle, Washington; † 5. September 2007 in Alexandria, Virginia) war eine US-amerikanische Politikerin. Zwischen 1993 und 2005 vertrat sie den Bundesstaat Washington im US-Repräsentantenhaus.

## Werdegang
Jennifer Dunn besuchte zunächst die Bellevue High School und studierte anschließend zwischen 1960 und 1962 an der University of Washington in Seattle und dann bis 1963 an der Stanford University in Kalifornien. Dann arbeitete sie für einige Zeit für die Firma IBM. Zwischen 1978 und 1980 war sie bei der Kreisverwaltung im King County angestellt.
Politisch wurde sie Mitglied der Republikanischen Partei. Von 1981 bis 1992 war sie regionale Parteivorsitzende für den Staat Washington. In den Jahren 1984 und 1990 gehörte sie den amerikanischen UN-Delegationen an, die sich mit dem Status der Frauen befassten. Bei den Kongresswahlen des Jahres 1992 wurde Dunn im achten Wahlbezirk ihres Staates in das US-Repräsentantenhaus in Washington, D.C. gewählt, wo sie am 3. Januar 1993 die Nachfolge von Rod Chandler antrat. Nach fünf Wiederwahlen konnte sie bis zum 3. Januar 2005 sechs Legislaturperioden im Kongress absolvieren. Während dieser Zeit war sie zeitweise Mitglied im Committee on Ways and Means, im Homeland Security Committee und im Joint Economic Committee. Im Jahr 2000 gehörte sie zum Wahlkampfteam von George W. Bush.
Im Jahr 2004 verzichtete Dunn auf eine erneute Kandidatur für den Kongress. Stattdessen wurde sie Mitarbeiterin einer in der Bundeshauptstadt Washington tätigen Lobbyfirma. 2007 unterstützte sie den beginnenden Präsidentschaftswahlkampf von Mitt Romney. Jennifer Dunn starb am 5. September 2007 unerwartet an einer Lungenembolie.